# Capestrano
Capestrano ist eine italienische Gemeinde (comune) mit 824 Einwohnern (Stand 31. Dezember 2023) in der Provinz L’Aquila in den Abruzzen.

## Geografie
Die Gemeinde liegt etwa 32 Kilometer ostsüdöstlich von L’Aquila im Valle del Tirino und am Nationalpark Gran Sasso und Monti della Laga. Sie  gehört zur Comunità montana Campo Imperatore-Piana di Navelli und grenzt unmittelbar an die Provinz Pescara.

## Kultur und Sehenswürdigkeiten
In der Nähe von Capestrano wurde ein antikes Gräberfeld ausgegraben, dessen bedeutendster Fund die Statue des Kriegers von Capestrano ist. Diese befindet sich heute im Museo Archeologico Nazionale d’Abruzzo von Chieti.

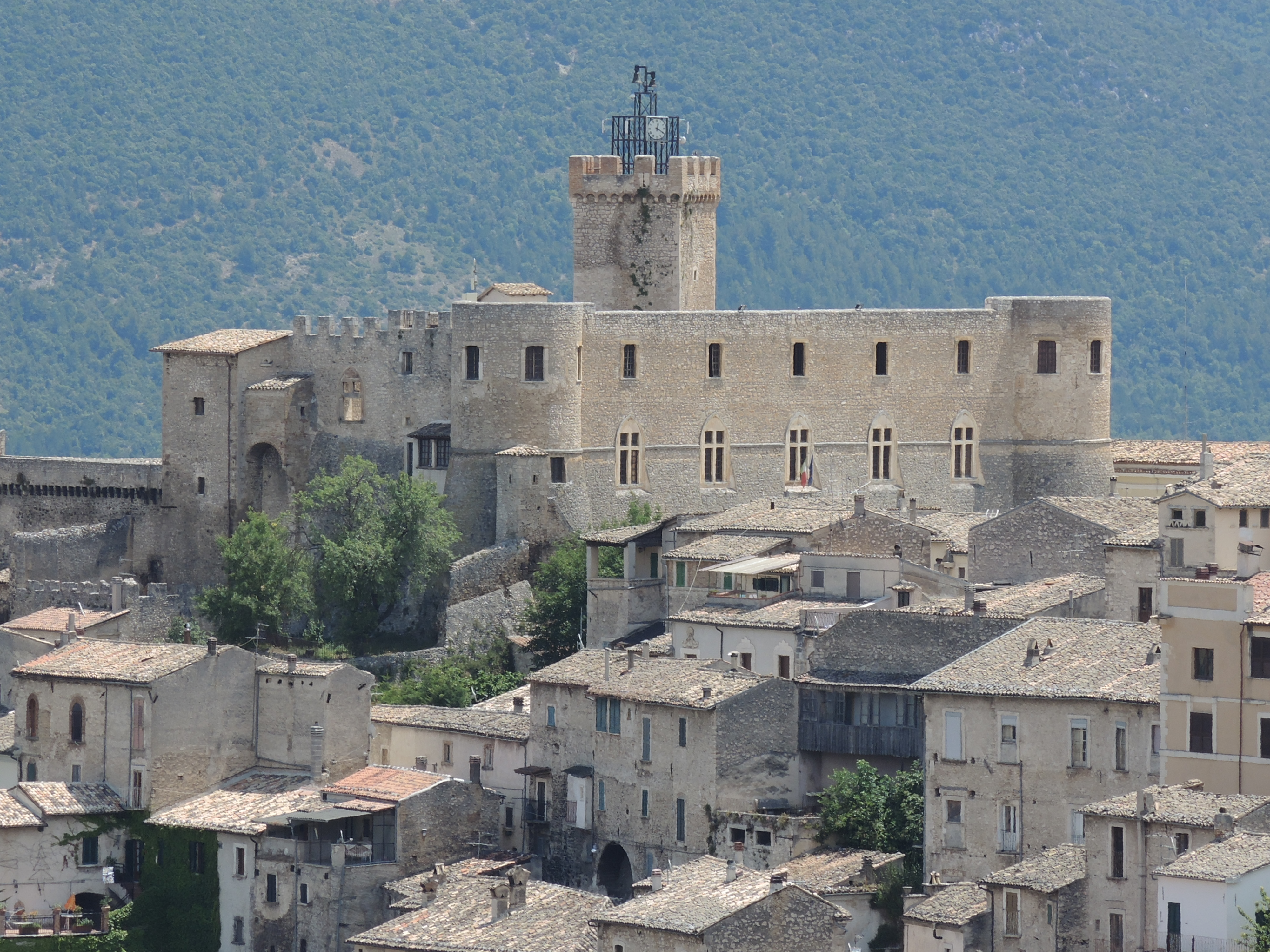
Castello Piccolomini

## Weinbau
In der Gemeinde werden Reben der Sorte Montepulciano für den DOC-Wein Montepulciano d’Abruzzo angebaut.

## Verkehr
Durch die Gemeinde führt die Strada Statale 153 della Valle del Tirino von Bussi sul Tirino nach Navelli.

## Gemeindepartnerschaften
Capestrano unterhält Partnerschaften mit Buda, dem heutigen Stadtteil der ungarischen Hauptstadt Budapest, sowie mit der amerikanischen Stadt San Juan Capistrano in Kalifornien.

## Persönlichkeiten
Der heilige Johannes Capistranus (1386–1456), dessen Beiname sich auf den Ort bezieht, ist hier geboren.